# 布莱克希思 (豪登省)
布萊克希思（英語：Blackheath）是南非豪登省約翰尼斯堡的郊區。它地處約翰尼斯堡大都會自治市的B區。位於約翰尼斯堡中心商業區西北部，諾斯克利夫以北。布萊克希思的郵政編碼為2195。其總面積為1.02平方公里（0.39 平方英里），根據2011的人口調查之數據顯示，其居住人口為2,407人。

## 歷史
布萊克希思始建於1903年，佔地84.5公頃。它以位於倫敦的布萊克希思命名。